# Dinetia nycterobia
Dinetia nycterobia is een rondwormensoort uit de familie van de Draconematidae. De wetenschappelijke naam van de soort is voor het eerst geldig gepubliceerd in 1997 door Decraemer & Gourbault.